# La Bussière-sur-Ouche
La Bussière-sur-Ouche ist eine französische Gemeinde mit 185 Einwohnern (Stand: 1. Januar 2022) im Département Côte-d’Or in der Region Bourgogne-Franche-Comté. Sie gehört zum Arrondissement Beaune und zum Kanton Arnay-le-Duc.
Nachbargemeinden sind Montoillot im Nordwesten, Échannay und Grenant-lès-Sombernon im Norden, Barbirey-sur-Ouche im Nordosten, Saint-Victor-sur-Ouche und Saint-Jean-de-Bœuf im Osten, Antheuil im Südosten, Veuvey-sur-Ouche im Süden, Bouhey im Südwesten und Châteauneuf und Commarin im Westen.

## Bevölkerungsentwicklung
| Jahr                       | 1962 | 1968 | 1975 | 1982 | 1990 | 1999 | 2008 | 2015 |
| -------------------------- | ---- | ---- | ---- | ---- | ---- | ---- | ---- | ---- |
| Einwohner                  | 209  | 138  | 148  | 180  | 220  | 190  | 155  | 145  |
| Quellen: Cassini und INSEE |      |      |      |      |      |      |      |      |

## Sehenswürdigkeiten
- Kloster La Bussière